# 比森蒂
比森蒂（義大利語：Bisenti），是意大利泰拉莫省的一个市镇。总面积30平方公里，人口1977人，人口密度65.9人/平方公里（2009年）。ISTAT代码为067007。